# Учкун (Нарынская область)
Учкун (кирг. Учкун) — село в Нарынском районе Нарынской области Кыргызстана. Административный центр Учкунского аильного округа.
Население в 2009 году составляло 2367 человек.
Расположено в сейсмологической зоне.